# Station Masaran
Masaran is een spoorwegstation in de Indonesische provincie Midden-Java.

## Bestemmingen
- Pasundan: naar Station Kiaracondong en Station Surabaya Gubeng
- Kahuripan: naar Station Padalarang en Station Kediri
- Gaya Baru Malam Selatan: naar Station Jakarta Kota en Station Surabaya Gubeng
- Brantas: naar Station Tanahabang en Station Kediri
- Matarmaja: naar Station Pasar Senen en Station Malang
- Sri Tanjung: naar Station Lempuyangan en Station Banyuwangi Baru
- Logawa: naar Station Purwokerto en Station Jember
- Feeder Kedungbanteng: naar Station Kedungbanteng en Station Solo Jebres